# Moulin Rouge (film, 1928)
Pour les articles homonymes, voir Moulin rouge (homonymie).

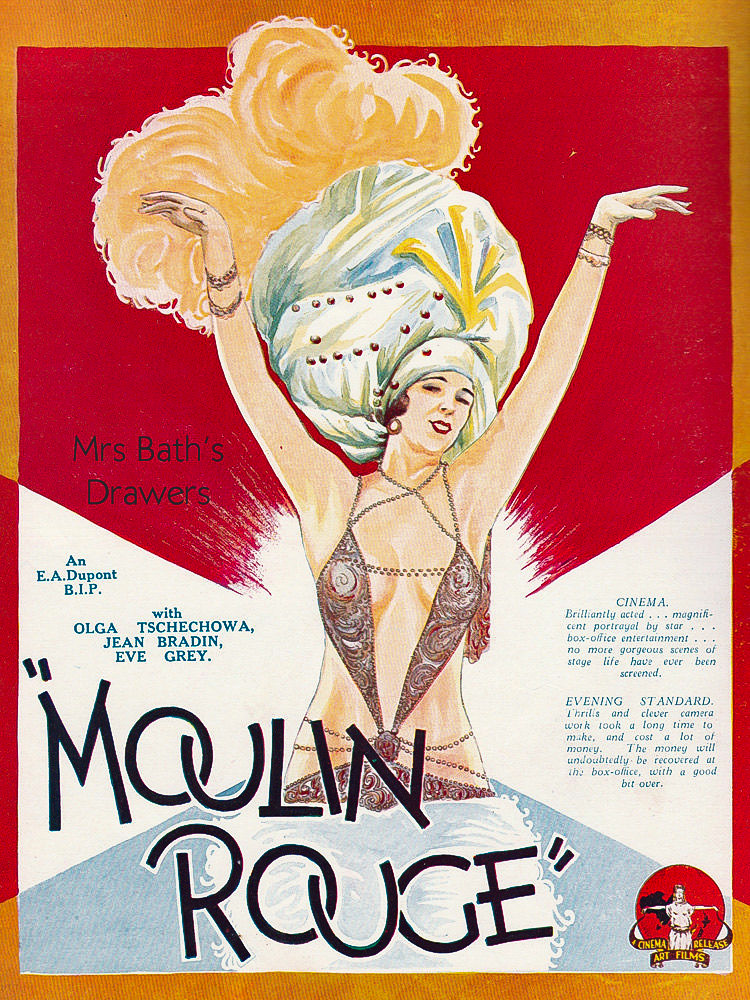
Affiche du film.

Moulin Rouge est un film muet britannique réalisé par Ewald André Dupont, sorti en 1928.
Ce film, tourné à Paris et à Londres, connut un grand succès international mais provoqua un certain scandale aux États-Unis à cause de scènes de danse, jugées osées, avec l'actrice Olga Tchekhova, et des figurantes en tenue légère.

## Synopsis
Dans ce mélodrame Olga Tchekhova est l’interprète d’ une célèbre danseuse du légendaire Moulin Rouge de Paris.

## Fiche technique
- Titre original : Moulin Rouge
- Réalisation : Ewald André Dupont
- Scénario : Ewald André Dupont
- Direction artistique : Alfred Junge
- Photographie : Werner Brandes (en)
- Musique : Joseph Littau
- Production : Ewald André Dupont
- Société de production : British International Pictures
- Pays d'origine :  Royaume-Uni
- Date de sortie : Royaume-Uni, 22 mars 1928

## Distribution
- Olga Tchekhova : Parysia
- Eve Gray : Margaret
- Jean Bradin : André
- Marcel Vibert : Marquis
- Georges Tréville : le père
- Ellen Pollock : la fille
- Andrews Engelmann : le chauffeur
- Forrester Harvey : le touriste
- Blanche Bernis : l'habilleuse